# InkBall
InkBall è un videogioco incluso nelle recenti versioni di Microsoft Windows. Impiega l'uso di un mouse o di una tavoletta grafica per disegnare linee per dirigere delle biglie dentro buchi dello stesso colore. È stato introdotto in  Windows XP Tablet PC Edition 2005 ed è incluso in Windows Vista, ad eccezione delle versioni Starter e Home Basic. Su Windows XP Tablet PC Edition, era necessaria una tavoletta grafica per giocare in maniera adeguata, in quanto il cursore del mouse non era visibile all'interno della finestra di gioco. In ogni modo, premendo il tasto Alt due volte durante il gioco viene mostrato il cursore. In Windows Vista, è possibile giocare usando il mouse, mentre invece nel nuovo sistema operativo Windows 7 è stato completamente eliminato.

## Modalità di gioco
I punti vengono guadagnati mettendo le palline colorate nel buco corretto nel minor tempo possibile. Il gioco termina quando il tempo finisce o quando una palla entra in una buca del colore sbagliato. Il grigio è considerato come colore neutrale e se una pallina grigia finisce in una buca di un altro colore, o se una pallina colorata finisce in una buca grigia, non succede nulla. Qualche blocco ha delle proprietà speciali, come ad esempio di disintegrarsi quando viene colpito, aprirsi e chiudersi ad intervalli di tempo o far accelerare le biglie.

## Risposta del pubblico
Inkball è inserito nella "Top 10 Windows Vista Dislikes" della rivista statunitense Computer Shopper.